# Þorleifur Skaftason
Þorleifur Skaftason, född 1683, död 1748, var en isländsk präst och magiker (galdramästare). Han är känd i Islands legendflora för sina påstådda magiska bedrifter. 